# Филип Петрушев
Филип Петрушев (Београд, 15. април 2000) српски је кошаркаш. Игра на позицијама крилног центра и центра, а тренутно наступа за Црвену звезду као позајмњени играч Олимпијакоса.

## Почеци
Рођен је 15. априла 2000. године у Београду, од оца Дејана и мајке Соње. Има млађег брата Давида. Пореклом је Македонац. Његов деда Гуте Петрушевски је доселио из Македоније у Београд и променио је презиме у Петрушев. Деда је доста заслужан за његове кошаркашке почетке јер га је пратио и водио на тренинге. Филип је друга генерација његове породице која је рођена у Србији.
Петрушев је у млађим категоријама наступао за ФМП, Црвену звезду, Партизан. Он је 2014. године отишао у Шпанију и прикључио се екипи Басконије.
Током 2016. године одлази у Сједињене Америчке Државе, где похађа средњу школу Ејвон олд фармс у Ејвону, Конектикат. Годину дана касније се пребацио на Монтверди академију у месту Монтверди, Флорида.
У октобру 2017. је изабрао да похађа Универзитет Гонзага, а од сезоне 2018/19. је заиграо за њихов тим, Гонзага булдогсе. У сезони 2019/20. је у просеку бележио 17,5 поена и 7,9 скокова по мечу и изабран је за играча године у својој конференцији (Вест коуст конференција).

## Сениорска каријера
У јулу 2020. је потписао први професионални уговор са екипом Мега Сокербета. Добио је награду за најкориснијег играча Јадранске лиге у сезони 2020/21. Петрушев је за 31,5 минута по утакмици у просеку бележио 23,7 поена, 7,6 скокова и 1,1 блокаду за просечних 28 индексних поена по мечу, по чему је убедљиво најбољи играч у регионалном такмичењу. Поред МВП признања за Петрушева, центар Меге је био најбољи стрелац лиге са већ поменутих 23,7 поена по мечу, чак 6,5 поена више од најближег пратиоца Јаке Блажича, где ниједном у току сезоне није ишао испод 16 поена, а оборио је и рекорд лиге са чак 12 узастопних мечева на којима је постигао 20 и више поена. Уз већ наведена признања, Петрушев је изабран и за најбољег младог играча АБА лиге а уврштен је и у идеалну петорку такмичења.
На НБА драфту 2021. године је одабран као 50 пик од стране Филаделфија севентисиксерса, након чега је за овај клуб наступао у летњој лиги. Дана 17. августа 2021. је потписао једногодишњи уговор са турским Анадолу Ефесом. Са Ефесом је у сезони 2021/22. освојио Евролигу и турски Куп.
Деветнаестог јула 2022. потписао је једногодишњи уговор са Црвеном звездом. Са Црвеном звездом је у сезони 2022/23. освојио Куп Радивоја Кораћа и првенство Србије док је у финалу Јадранске лиге поражен од Партизана. У јулу 2023. потписао је за Филаделфију севентисиксерсе. За Филаделфију је одиграо само једну утакмицу и то против Портланд трејлблејзерса 29. октобра 2023. у којој је играо тек нешто више од два и по минута (126 : 98).
Дана 1. новембра 2023. заједно са Џејмсом Харденом и Пи-Џеј Такером прослеђен је Лос Анђелес клиперсима док су у Филаделфију отишли Маркус Морис, Никола Батум, Кенјон Мартин Млађи и Роберт Ковингтон. Клиперси су га потом послали у Сакраменто кингсе 3. новембра. За Петрушева су Кингси поред новца Клиперсима дали права и на Луку Митровића. Дана 24. новембра Петрушев је добио отказ у Кингсима.
Дана 28. новембра 2023. Петрушев је потписао трогодишњи уговор с Олимпијакосом.
Дана 6. септембра 2024. године Филип Петрушев се враћа у Црвену звезду на једногодишњу позајмицу из Олимпијакоса.

## Репрезентација

### Млађе категорије
Са репрезентацијом Србије до 16 година је учествовао на Европским првенствима 2015. и 2016. године.
Са репрезентацијом до 18 година је освојио златне медаље на Европским првенствима 2017. и 2018. године. У освајању злата 2017. је бележио просечно 5,3 поена и 3,4 скока по мечу. У освајању злата 2018. је просечно бележио 21 поен, 8,7 скокова и 3,1 асистенцију по мечу.  У финалној утакмици са Летонијом је постигао 29 поена и 8 скокова. Био је трећи стрелац и скакач првенства и уврштен је у идеалну петорку.
Био је и члан репрезентације до 19 године која је освојила седмо место на Светском првенству 2019. године у Хераклиону, Грчка. На овом првенству је бележио просечно 19,3 поена и 10,1 скок по утакмици.

### Сениори
У новембру 2020. се први пут нашао на списку сениорске репрезентације Србије, када му је селектор Игор Кокошков уручио позив за утакмице са Швајцарском и Финском у квалификацијама за Европско првенство 2022. године. Ипак, Петрушев није тада дебитовао за сениорску репрезентацију јер је био позитиван на вирус ковид 19. У фебруару 2021. се поново нашао на списку сениора, овај пут за последња два меча у оквиру квалификација за ЕП, против Грузије и Швајцарске. Дебитантски наступ у дресу сениорске репрезентације је забележио 19. фебруара 2021. на гостовању Грузији у Тбилисију. Србија је савладала домаћина резултатом 92:66, а Петрушев је свој први меч у сениорској репрезентацији завршио са 27 поена и шест скокова.
Са репрезентацијом Србије је освојио сребрну медаљу на Светском првенству 2023 које је играно у Индонезији, Јапану и на Филипинима.

## Приватни живот
Филипов рођени брат Давид је такође кошаркаш. Играо је за млађе селекције Србије.

## Успеси

### Клупски
- Анадолу Ефес:
  - Евролига (1): 2021/22.
  - Куп Турске (1): 2022.
- Црвена звезда:
  - Првенство Србије (1): 2022/23.
  - Куп Радивоја Кораћа (2): 2023, 2025.

### Репрезентативни
- Светско првенство:  2023.
- Летње олимпијске игре:  2024.
- Европско првенство до 18 година:  2017, 2018.

### Појединачни
- Најкориснији играч Јадранске лиге (1): 2020/21.
- Идеална стартна петорка Јадранске лиге (2): 2020/21, 2024/25.
- Најбољи млади играч Јадранске лиге (1): 2020/21.
- Најкориснији играч финала Купа Радивоја Кораћа (1): 2025.
- Идеална петорка Европског првенства до 18 година (1): 2018.